# NGC 4319
NGC 4319 este o galaxie spirală situată în constelația Dragonul. A fost descoperită în 10 decembrie 1797 de către William Herschel. Se află la o distanță de 23,48 de megaparseci de Pământ.